# Sinonychus satoi
Sinonychus satoi is een keversoort uit de familie beekkevers (Elmidae). De wetenschappelijke naam van de soort werd in 2007 gepubliceerd door Yoshitomi & Nakajima.